# ボディーハード
『ボディーハード』（原題:Point of Impact）は、1993年のアメリカ合衆国のアクション映画。

## 概要
元マイアミ警察の密輸捜査官が高名な貿易商の妻をボディーガードをするうちに激しく求め合う。やがて貿易商の利益の源が武器の密輸であることが分かり…。冒頭からダイナミックなアクションシーンで幕を開ける。元密輸捜査官をマイケル・パレ。彼がボディーガードする人妻をバーバラ・カレラが演じる。マイケル・パレは『ストリート・オブ・ファイヤー』（1984年、米国）で主演を務めその甘いマスクで一躍人気スターとなり、特に女性の支持を世界中から集めていた。『ボディーハード』はB級アクションスターの地位を築いた彼の濃厚なラブシーンが話題になる。「表現の限界に挑むセックス&アクション」「今度はエロティックな人妻をガードする。極限のエクスタシー パレアクション!!」の公開当時のコピーに偽りはなく、マイケル・パレとバーバラ・カレラによるセックスシーンはハードコアな描写でR15指定となった。

## あらすじ
マイアミ警察の密輸捜査官ジャックはベテランのホーガンらと共に武器密輸現場の内定捜査をすすめていたが、密輸組織に情報が洩れて銃撃戦となり多くの仲間を失う。ジャックは上司カレンに追及されその責任をとって警察を免職となる。職を失ったジャックは高名な貿易商ラルゴから、彼の妻エバのボディーガードの依頼を受ける。エバの美しくも妖艶な魅力の虜になり、2人は情事を重ねていく。エバの身体に小さな薔薇のタトゥー。そしてエバが発した「スパニッシュローズ」という言葉。ジャックは独自にラルゴの身辺を調査する。ラルゴは実は武器密輸の黒幕で、巨大な犯罪に関わっていることをつきとめる。ジャックの元上司カレンは、ラルゴから賄賂を受け取り税関による情報を流していた。真相をつかんだジャックは逮捕されてしまうが、ホーガンに助けられる。ジャックはたった1人でラルゴの組織が集結する船へと向かい最終決戦に挑む…。

## スタッフ
- 監督: ボブ・ミシオロウスキー
- 脚本: デビッド・ジトー、レス・ウェルトン、ジョージ・フェルナンデス
- 原作: ジョージ・フェルナンデス
- 製作総指揮: アヴィ・ラーナー、トレバー・ショート、ジョアンナ・プラフスキー
- 製作:ダニー・ラーナー
- 撮影:ジョゼフ・ウェイン
- 音楽:ウラジミール・ホルンツィ

## キャスト
- ジャック: マイケル・パレ（星野充昭）
- エバ: バーバラ・カレラ（横尾まり）
- ラルゴ: マイケル・アイアンサイド（柴田秀勝）
- カレン: イアン・ユール
- ホーガン: マイケル・マクガバン